# 黒田伊彦
黒田 伊彦（くろだ よしひろ、1936年 - ）は、大阪府立元高校教諭で同和問題活動家。

## 略歴
1936年生まれ。大阪府立富田林高等学校や大阪府立長吉高等学校等を経て、16年間大阪府立高等学校同和教育研究会理事を務める。大阪府同和教育指導員として、矢田解放塾へ出向し、矢田同和教育推進協議会の副委員長などで社会教育と人権啓発活動や大和川浄化の環境教育などに従事する。　元 部落解放・人権研究所反差別部会 副代表(代表は西岡智)
関西大学文学部で社会教育計画、桃山学院大学で部落問題論、同和教育論、大阪芸術大学短期大学部で部落問題論、同和教育論、南海福祉専門学校で人権教育を担当してきた。元大阪樟蔭女子大学・湊川女子短期大学(現 湊川短期大学)非常勤講師。

## 活動
2013年5月23日、韓国側の招きで「『竹島の日』を考え直す会」の他のメンバー2人と共に竹島を訪問し、太極旗を振って「独島は韓国のものだ!」と叫んだ。

## 著書
- 『解放教育実践論 上―官製教育批判と解放教育闘争』柘植書房新社、1985年9月。ISBN 978-4806801818。
- 『解放教育実践論 下―差別を許さない自主編成・自主教材』柘植書房新社、1985年10月。ISBN 978-4806801801。
- 『部落問題学習16講』柘植書房新社、1993年5月。ISBN 978-4806803157。
- 『人権総合学習 よみがえれ!大和川―地域を創る環境教育』柘植書房新社、2000年10月。ISBN 978-4806804437。
- 『改訂 部落問題・人権・同和教育教材集』柘植書房新社、2009年4月。ISBN 978-4806805960。